# 박진우 (축구 선수)
박진우(朴珍佑, 2003년 12월 9일 ~ )은 대한민국의 축구 선수로, 포지션은 왼쪽 윙어이다. 현재 K3리그 FC 목포 소속이다.